# Pontius Pilatus

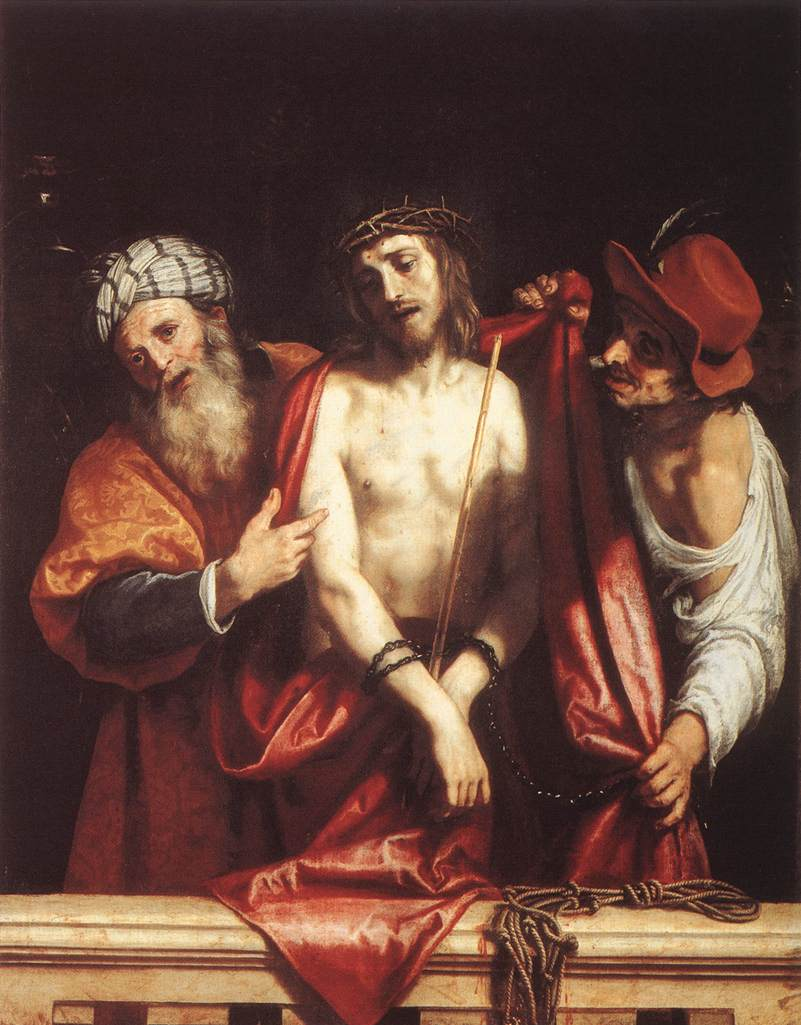
Ecce Homo; ziet den Mens, door Cigoli, ca. 1607

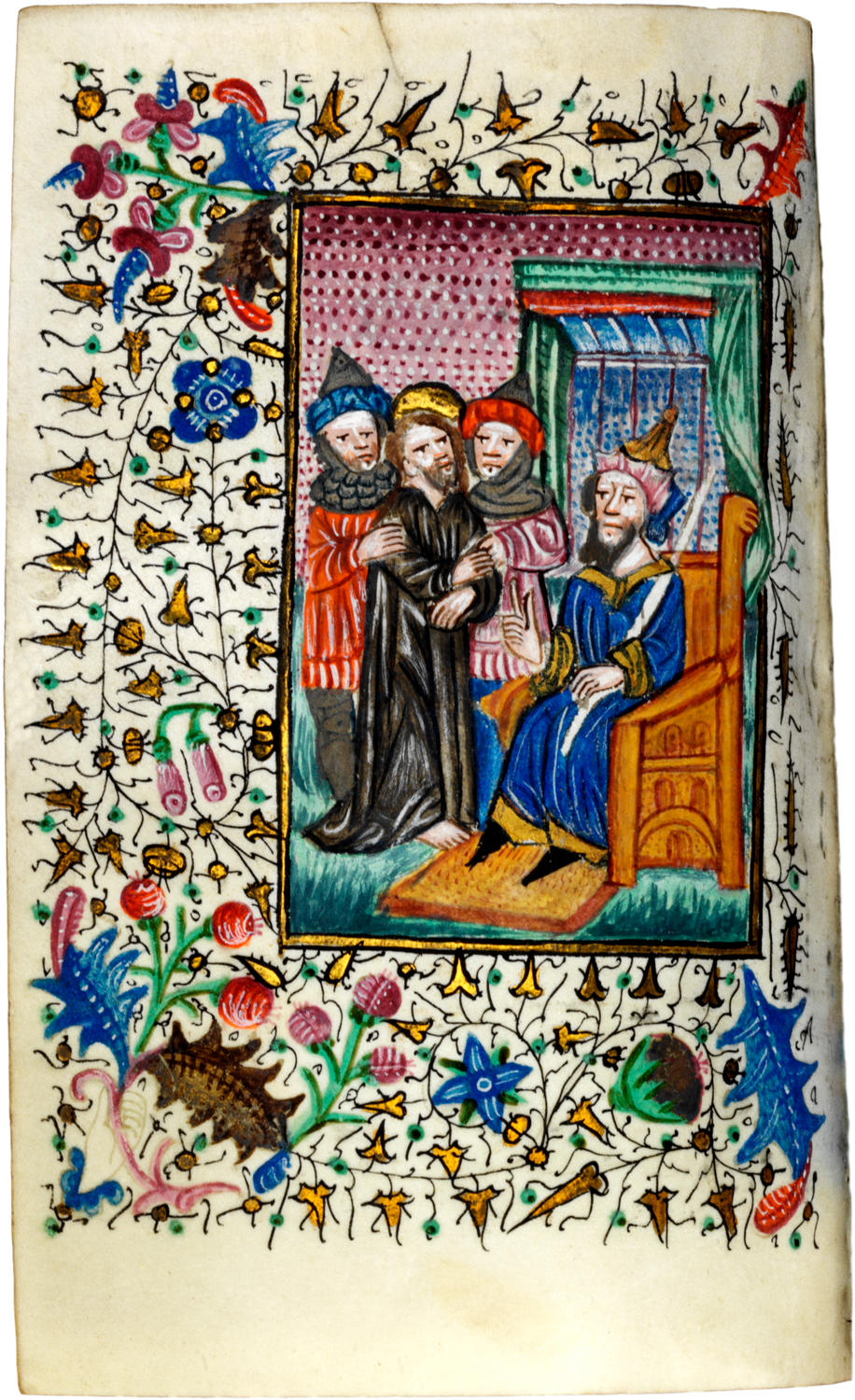
verluchting met Christus die voorgebracht wordt aan Pilatus uit het getijdenboek van Reynegom, coll. Koning Boudewijnstichting

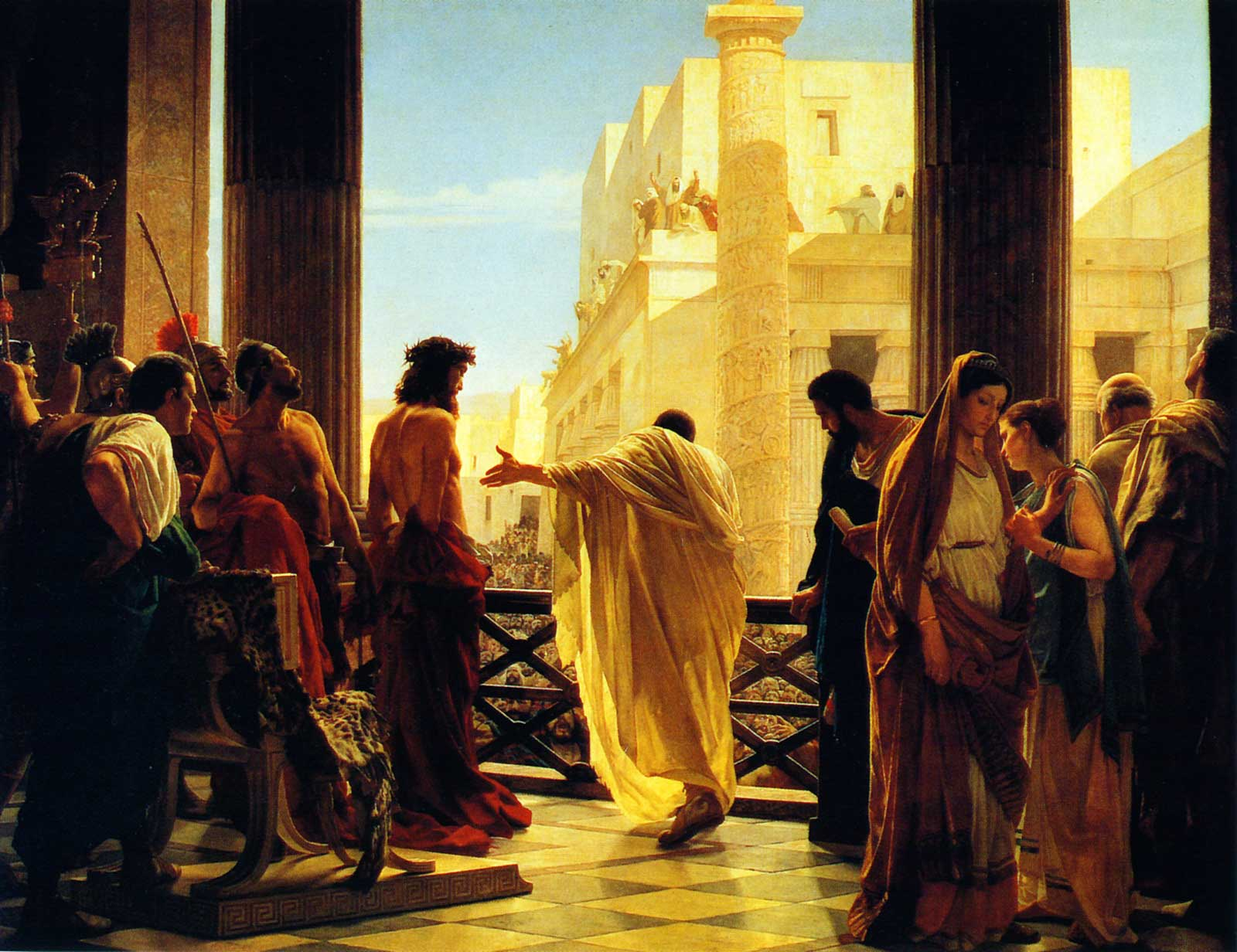
Ecce Homo! door Antonio Ciseri (19e eeuw)

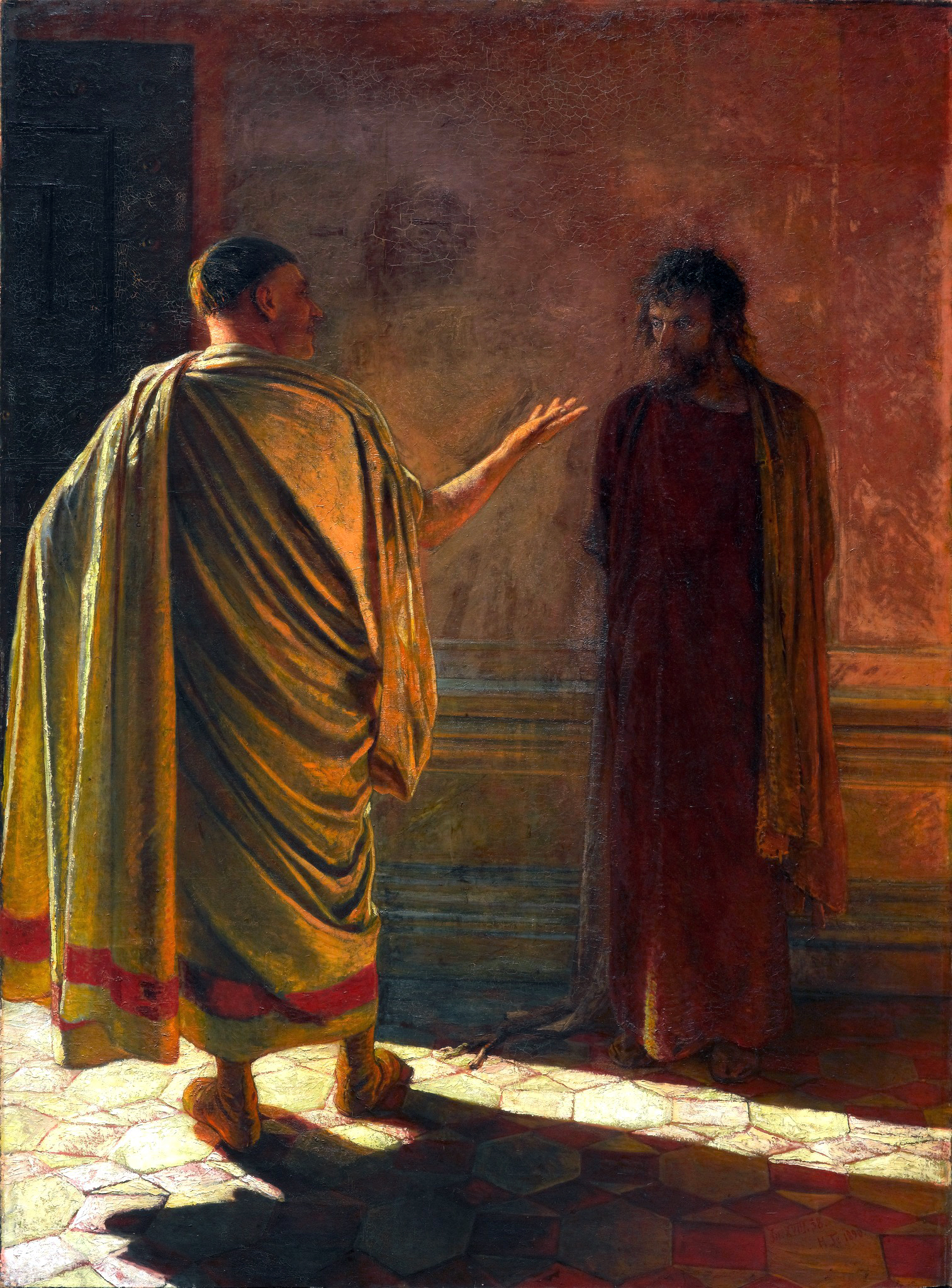
Wat is waarheid? Pilatus ondervraagt Jezus. Schilderij van Nikolaj Ge (19e eeuw).

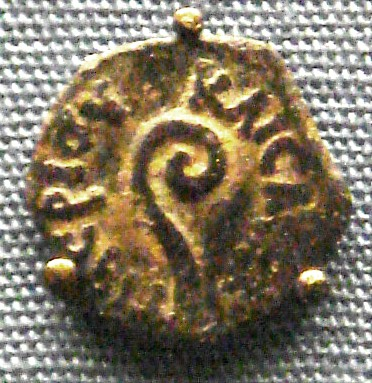
Bronzen prutah van Pontius Pilatus. De legende luidt (in het Grieks): TIBERIOC KAICAROC (Tiberius keizer).
(British Museum, Londen)

Pontius Pilatus was een Romeins bestuurder uit de eerste eeuw n.Chr. Hij stamde uit het oude Samnitische geslacht van de Pontii en behoorde tot de stand van de equites. Pilatus was van 26 tot 36 n.Chr. de 5e praefectus civitatum van Judea (de praefectus Iudaeae), ten tijde van keizer Tiberius. Hij was de opvolger van Valerius Gratus. Pilatus was degene die Jezus van Nazareth liet kruisigen.

## Titel, Pilatusinscriptie en de zegelring

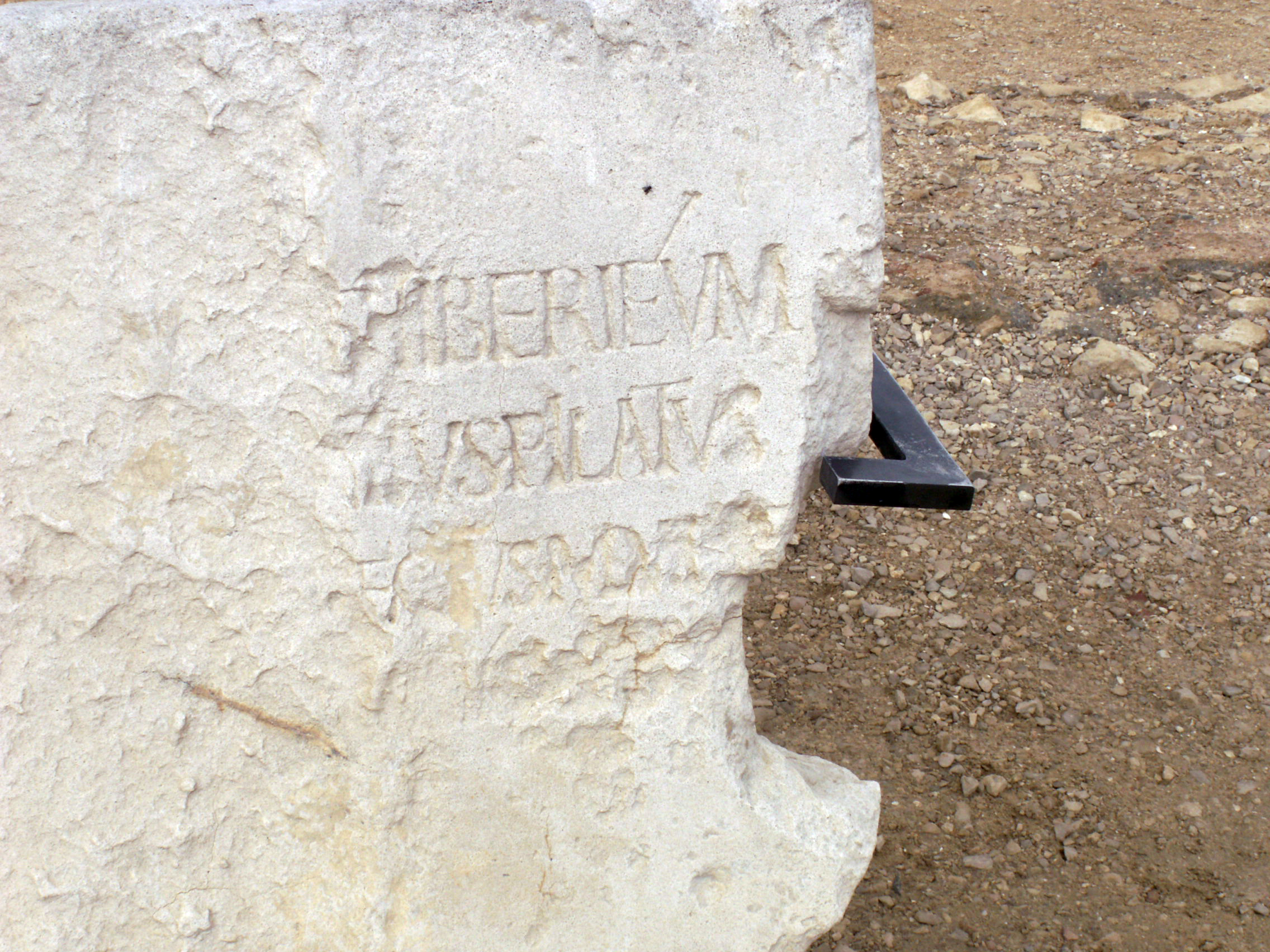
De zogenaamde Pilatusinscriptie.
(foto: Marion Doss, 2007)

## Trivia

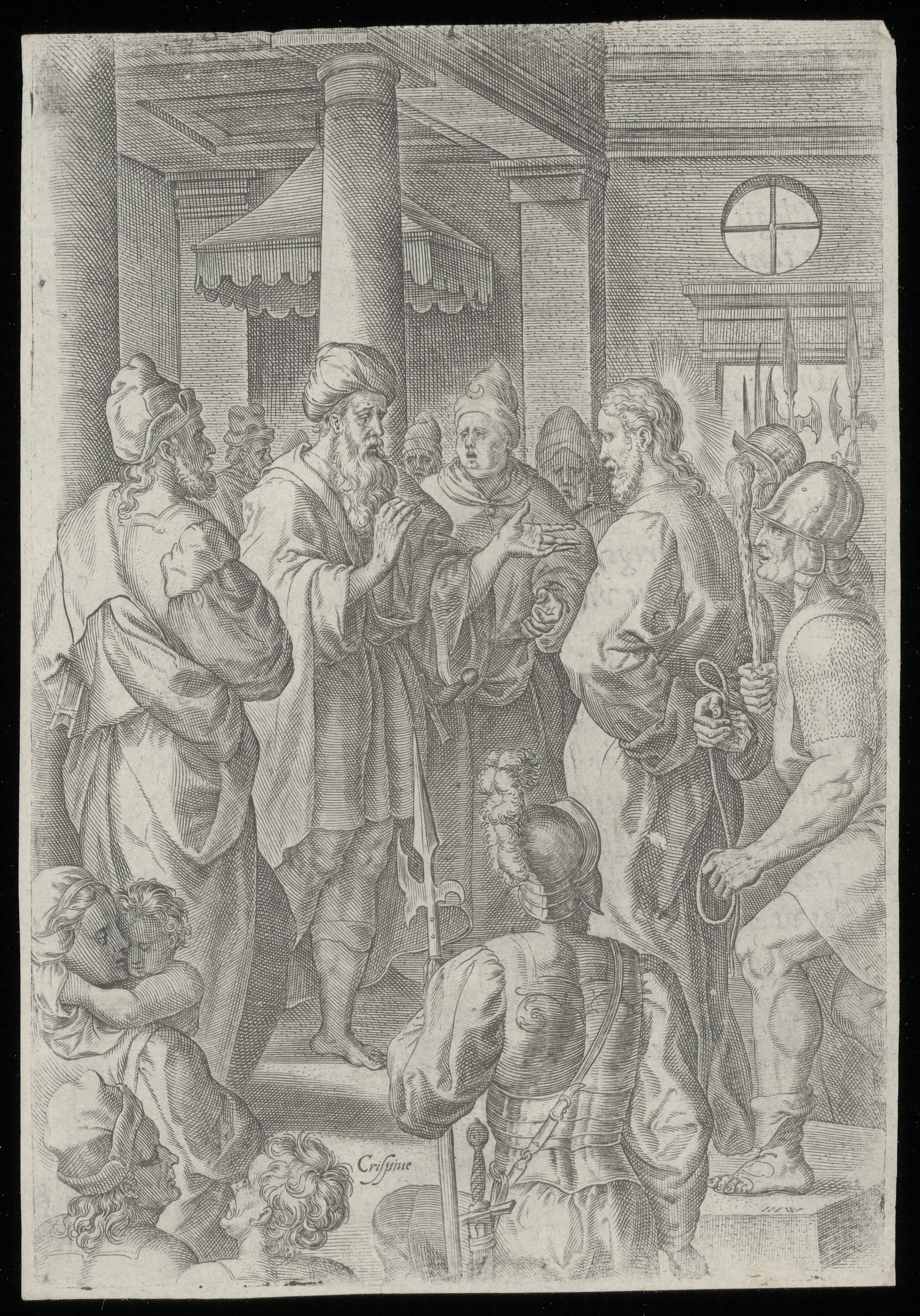
Prent van Christus die bij Pilatus komt. Gemaakt in de zestiende eeuw.